# The Saint’s Magic Power Is Omnipotent
The Saint’s Magic Power Is Omnipotent (яп. 聖女の魔力は万能です сэйдзё но марёку ва банно: дэсу) — серия ранобэ, написанных Юкой Татибаной и проиллюстрированных Ясуюки Сюри. С 2016 года история публиковалась на любительском сайте Shōsetsuka ni Narō, затем права на неё были приобретены издатальством Fujimi Shobo и начавшим выпускать её в печать под импринтом Kadokawa Books. На основе ранобэ в 2017 году была создана манга с иллюстрациями Фудзиадзуки, распространяющаяся через сайт ComicWalker издательства Kadokawa Shoten, а также в 2021 году — аниме-сериал студии Diomedéa.

## Сюжет
В мире, где находится королевство Салутания, существуют монстры, от которых людей успешно защищают армия и наёмники, но временами порождающая монстров миазма сгущается настолько, что усилий обычных людей не хватает. И тогда где-либо объявляется «Святая», благодаря особой магии которой монстров удается вновь взять под контроль. Но бывает и так, что Святая не появляется, и тогда единственным решением становится использование специального ритуала, чтобы призвать её из другого мира.
Обычная офисная работница Сэй Таканаси оказывается призвана в ходе этого ритуала, но не одна, а вместе со школьницей Айрой Мисоно. Местный наследный принц Кайл сразу же объявляет другую девушку Святой и полностью игнорирует Сэй. Несмотря на желание героини немедленно покинуть страну, её уговаривают остаться жить во дворце. Постепенно Сэй проявляет интерес к исследовательскому институту травологии и становится одним из работников в нём, учась создавать медицинские зелья. Для этого Сэй осваивает базовую магию и поднимает свой уровень варки зелий, а позже осваивает и другие способности и знания.
Единственная цель Сэй в новом мире — жить обычной жизнью, но этому мешают то, что она и есть истинная Святая, пусть и не спешит открыто заявлять об этом, и «проклятие 50%» — всё, что она делает, выходит на 50 % эффективнее, чем у любого другого человека при тех же условиях. Кроме того, заклинание «Статус» показывает, что её базовый уровень изначально крайне высок, её класс — Святая, а уровень владения священной магией — бесконечность.
Со временем Сэй приходится принять своё положение Святой и связанные с этим обязанности, отправляясь в путешествия по регионам королевства под охраной рыцарских орденов и очищая земли от монстров.

## Персонажи
- Сэй Таканаси (яп. 小鳥遊 聖 / セイ Таканаси Сэй / Сэй) — главная героиня истории, обычная офисная служащая, призванная в другой мир в качестве Святой. Её единственным хобби было изучение медицинских трав, и в новом мире она обращает его в свою основную профессию. Полученные ей силы Святой оказываются ошеломляющими и позволяют ей преуспеть во всём, за что бы она не взялась[1]. Она готова к самопожертвованию ради окружающих, но не делает это слепо, а каждый раз осознает, какие проблемы она на себя навлечёт, если поможет другим с помощью своих сил[1]. Как и многие другие героини сёдзё и дзёсэй, Сэй наивна и неопытна во всем, что касается романтических отношений, поэтому не знает как реагировать на внимание Альберта, что оказывается вполне правдоподобно вписано в её историю[1].

Сэйю: Юи Исикава
- Альберт Хаук (яп. アルベルト Арубэруто Хо:ку) — командир рыцарей третьего ордена и друг детства Йохана. Знакомится с Сэй после того, как одно из её зелий спасло его жизнь после атаки саламандры. Окружающие его прозвали «зимним рыцарем» за хладнокровие и владение магией льда, но рядом с Сэй он почти всегда улыбается и не выглядит равнодушным.

Сэйю: Такахиро Сакураи
- Йохан Валдек (яп. ヨハン・ヴァルデック Ёхан Вуарудэкку) — глава исследовательского института травологии и друг детства Альберта. Берёт под свою опеку Сэй и поддерживает её.

Сэйю: Такуя Эгути
- Юрий Дреуз (яп. ユーリ・ドレヴェス Ю:ри Дорэвуэсу) — верховный королевский маг Салутании, отвечавший за ритуал призыва Святой. Единственный, кто мог определить, кто из прибывших девушек — Святая, но после ритуала впал в продолжительную кому. Безумно помешан на магии и её секретах и часто несётся вперёд к своей цели, ни о чём не думая, поэтому находит Сэй интересным объектом для наблюдений и берётся обучать её магии[2].

Сэйю: Юсукэ Кобаяси
- Джуд (яп. ジュード Дзю:до) — коллега Сэй в исследовательском институте травологии, поддерживающий и помогающий ей как в работе, так и в изучении нового мира.

Сэйю: Таку Ясиро
- Эрхарт Хаук (яп. エアハルト・ホーク Эахаруто Хо:ку) — вице-маг королевства и брат Альберта. Серьезно и ответственно подходит к своей работе, большая часть которой на деле является обязанностями Юрия, которыми тот пренебрегает.

Сэйю: Юитиро Умэхара
- Элизабет Эшли (яп. エリザベス・アシュレイ Эридзабэсу Асюрэй) — идеальная леди и первая подруга Сэй в новом мире, невеста принца Кайла.

Сэйю: Рэйна Уэда
- Айра Мисоно (яп. 御園 愛良 / アイラ Мисоно Айра / Айра) — старшеклассница, которая оказалась призвана в новый мир вместе с Сэй и провозглашена Святой принцем Кайлом. Она была сразу зачислена в королевскую академию, где обучалась вместе с принцем и его товарищами. Как современный японский подросток, она не понимает, почему другие девушки постоянно говорят ей держаться подальше от парней[3]. Будучи единственным ребёнком и всё ещё подростком, она привыкла полагаться на окружающих и слушаться их — родителей в прошлом и Кайла после призыва — а не принимать собственные решения и брать свою судьбу в свои руки в отличие от взрослой Сэй[3]. Из-за популярности образа «злодейки» в произведениях жанра исэкай, ориентированных на женскую аудиторию, автор рассматривала возможность сделать Айру одной из них, где бы героиня осознанно манипулировала принцем, чтобы тот верил в её роль Святой. Тогда в сцене развязки они оба получили бы свой приговор[3][2]. Но в итоге Юка Татибана отказалась от этого, что позволило придать глубины образу Айры, а не сделало его плоской и невыразительной[3]. После того как выяснилось, что Айра не Святая, она стала королевским магом, благодаря своей способности к быстрому набору уровней и владению магией трёх стихий.

Сэйю: Кана Итиносэ
- Кайл Салутания (яп. カイル・スランタニア Кайру Сурантаниа) — старший принц Салутании, который отвечал за проведение ритуала призыва, но шокировал всех, полностью проигнорировав вторую из призванных девушек. Он окружил Айру заботой и гиперопекой, но тем самым изолировал её от окружающих, в особенности от компании сверстниц[3]. Кайл намеренно закрывает глаза на происходящее и игнорирует неугодные ему факты[3]. Из-за того, что он упорно игнорировал Сэй, истинную Святую, и потакал и оберегал только Айру, в итоге был лишён титула наследного принца.

Сэйю: Дзюн Фукуяма

## Медиа

### Ранобэ
С 2016 года история публиковалась на любительском сайте Shōsetsuka ni Narō. Её автором является Юка Татибана. Позже права на её публикацию были приобретены Fujimi Shobo, выпускающих тома с ней под импринтом Kadokawa Books и с иллюстрациями Ясуюки Сюри. Между веб-версией и ранобэ существуют существенные отличия, многие сюжетные линии были существенно переработаны для печати на основе комментариев пользователей, но общий сюжет при этом сохранен. Среди таких изменений, например, введение нового персонажа — верховного королевского мага Юрия.
| № | Дата публикации       | ISBN                   |
| - | --------------------- | ---------------------- |
| 1 | 10 февраля 2017 года  | ISBN 978-4-04-072185-9 |
| 2 | 8 сентября 2017 года  | ISBN 978-4-04-072366-2 |
| 3 | 10 октября 2018 года  | ISBN 978-4-04-072616-8 |
| 4 | 10 мая 2019 года      | ISBN 978-4-04-072617-5 |
| 5 | 10 февраля 2020 года  | ISBN 978-4-04-073488-0 |
| 6 | 10 сентября 2020 года | ISBN 978-4-04-073489-7 |
| 7 | 8 мая 2021 года       | ISBN 978-4-04-073489-7 |

### Манга
На основе ранобэ была создана манга с иллюстрациями Фудзиадзуки, распространяющаяся через сайт ComicWalker издательства Kadokawa Shoten с июля 2017 года.
| № | Дата публикации     | ISBN                   |
| - | ------------------- | ---------------------- |
| 1 | 5 февраля 2018 года | ISBN 978-4-04-069683-6 |
| 2 | 5 октября 2018 года | ISBN 978-4-04-069988-2 |
| 3 | 5 июля 2019 года    | ISBN 978-4-04-065804-9 |
| 4 | 5 февраля 2020 года | ISBN 978-4-04-064372-4 |
| 5 | 5 октября 2020 года | ISBN 978-4-04-064885-9 |

### Аниме
7 сентября 2020 года Kadokawa анонсировало выход аниме-сериала на основе ранобэ. Позже стало известно, что его производством займётся студия Diomedéa. Режиссёром сериала стал Сёта Ихара, сценаристом — Ватару Ватари, дизайнером персонажей — Масакадзу Исикава. Композитором назначен Кэнъити Курода, а музыкальным продюсером — Айра Юки. Премьера аниме назначена на 6 апреля 2021 года на каналах AT-X, Tokyo MX, MBS и BS11. Юки также исполняет начальную композицию «Blessing», тогда как завершающую «Page for Tomorrow» — NOW ON AIR.
В Северной Америке аниме было лицензировано Funimation.

## Критика
Сюжет ранобэ можно описать, как нечто среднее между другими произведениями жанра исэкай: The Extraordinary, the Ordinary, and SOAP! и The White Cat's Revenge as Plotted from the Dragon King's Lap. Как и в первом, героине не нравится то, что её перенесли в другой мир, как и во втором, она лишь одна из призванных, именно та, кого и хотели призвать, но местные предполагают, что это не так.
История сама по себе неплоха, но слог автора не дотягивает до нужного уровня и потому не может полностью отдать ей должное. Например, течение времени почти не отражено на повествовании и отслеживается в основном по фразам в начале глав: «Прошло X месяцев с прибытия в этот мир». Главы в ранобэ чередуются: обычные главы от лица Сэй рассказывают о её приключениях, но между ними вставлены короткие главы от третьего лица, рассказывающие о событиях «за кулисами», в частности государственных проблемах, жизни других героев или как окружающие реагируют на поступки Сэй.
Мир произведения — обычное фэнтези, но в нём присутствуют игровые элементы — очки здоровья и маны, уровни персонажа и умений, прокачка, ограничение на производство из-за уровня навыка. И хотя само их наличие может быть не очень уместно, но игровой статус героини сразу даёт понять, что что-то не так с её силой. И хотя автор говорит о том, что это в первую очередь романтическая история, но всё время отодвигает романтику в сторону в угоду сюжету. Таким образом выходит, что романтическая часть истории хоть и присутствует в произведении, но не является основной: это фэнтези с элементами романтики, а не роман в фэнтезийном сеттинге. Самое привлекательное в истории — это детали жизни Сэй. Вместо типичной корпоративной культуры Японии окружающие уговаривают ее вести сбалансированную жизнь. Сэй впервые оказывается в окружении, в котором не ожидают работы до изнеможения, даже наоборот поощряют отдых от работы. Это сказывается на здоровье героини и позволяет ей жить более счастливо, чем раньше. Возраст героини и её умение постоять за себя выделяют произведение из многих схожих в жанре.
Ранобэ оказывается довольно лёгким и весёлым. Манга не уступает ранобэ — хотя сюжет движется немного быстрей, он всё ещё передаёт те де темы, что и книги. В то же время отсутствие существенных испытаний или стоящих конфликтов на пути Сэй, то, как она сразу становится хороша во всём, за что бы не бралась, и безусловная поддержка практически всех персонажей, появляющихся на её пути, оставляют ощущение пустоты повествования, делая его скорее эскапистской фантазией для перегруженных и недооцениваемых на работе женщин.
Превью аниме на основе его первой серии описывает сериал, как пересказывающей сюжет довольно быстро, что дает произведению больше действия и меньше рассуждений и пояснений, но из-за чего страдает раскрытие персонажей. Главная героиня к концу первой серии остаётся такой же неизвестной, как и в её начале.